# Chinatown (Amsterdam)

Zeedijk met zicht op de He Hua Tempel

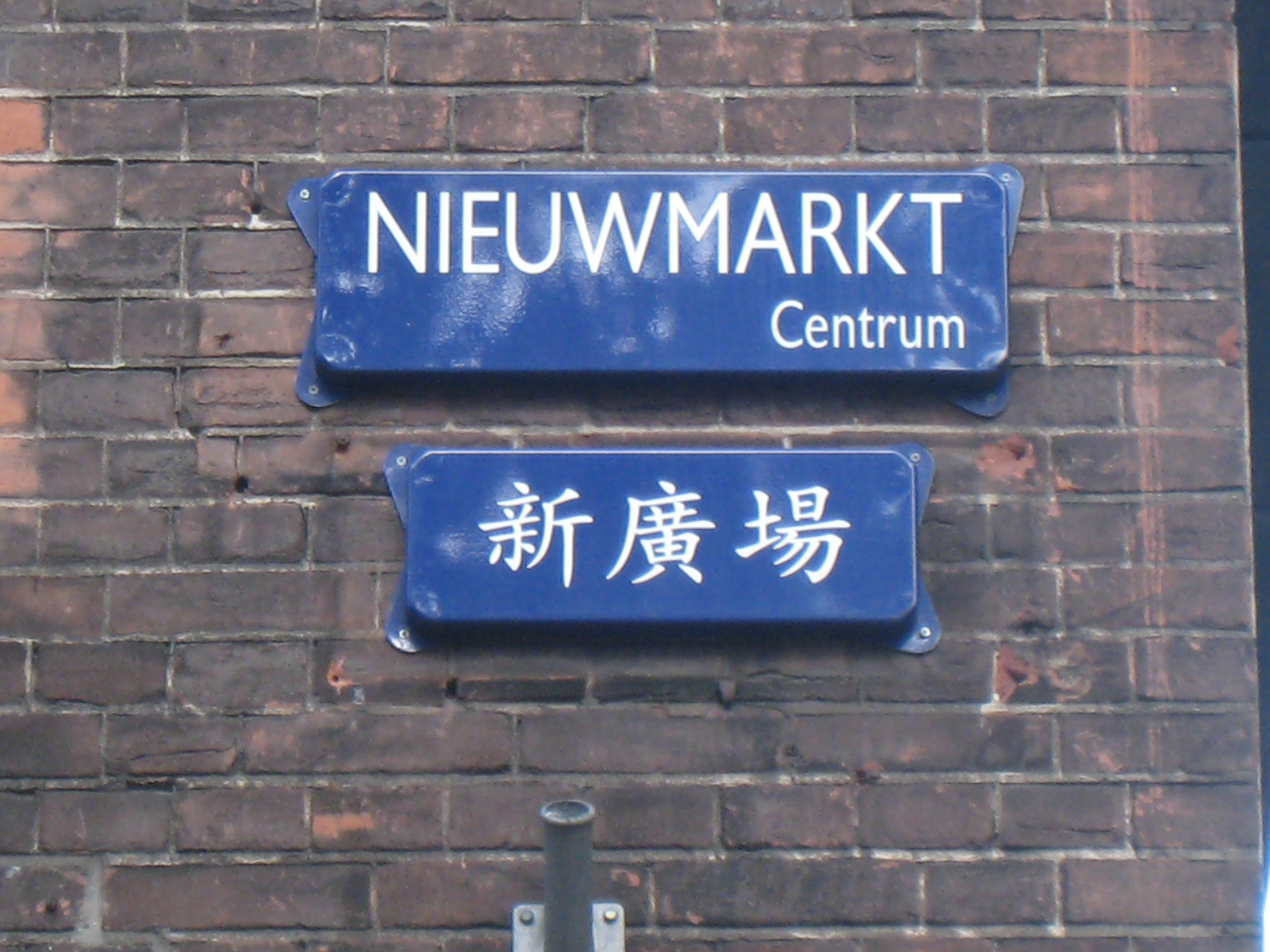
Nieuwmarkt

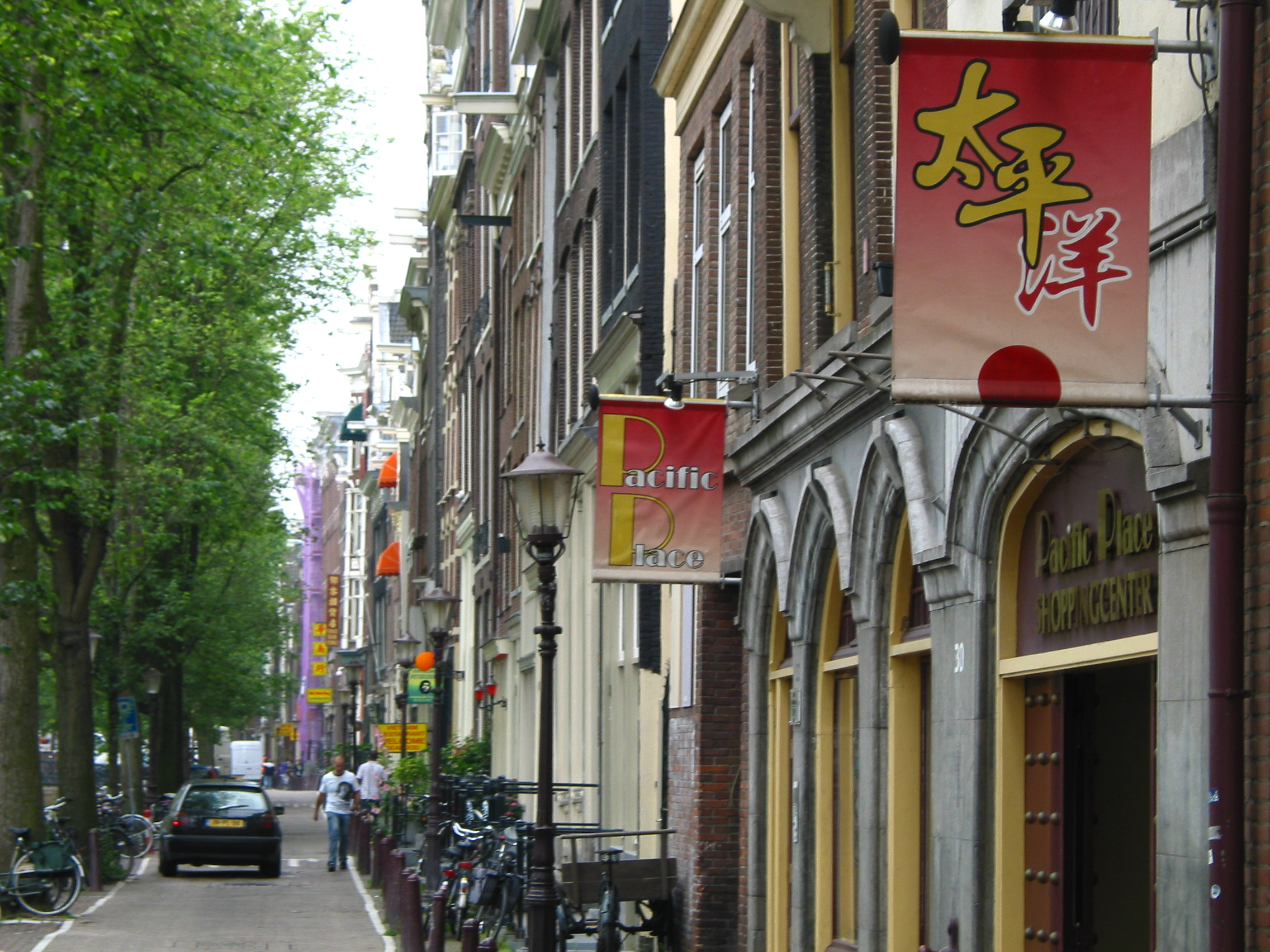
Geldersekade

Chinatown is de Chinese buurt van Amsterdam. De buurt ligt rond de Geldersekade en Zeedijk in de oude binnenstad (Amsterdam-Centrum).

## Geschiedenis
De Chinatown van Amsterdam ontstond in 1911 en is daarmee de oudste Chinese wijk van het Europese vasteland. De eerste halve eeuw was de Chinese gemeenschap nog vooral geconcentreerd rondom een tiental restaurants in de Binnen Bantammerstraat. Yong Sau Dun was in 1959 de eerste Chinese ondernemer die zich, met zijn nog altijd bestaande toko Dun Yong, op de Zeedijk vestigde. De meeste leden van Chinese Ondernemers Vereniging Amsterdam hebben hun zaak in deze Chinese buurt.
Op de Rechtboomssloot 5 is het verenigingshuis van Fa Yin Chinese Vereniging in Nederland te vinden.
Vanaf 2000 werden plannen gemaakt voor de bouw van een nieuw Chinatown aan de Oosterdokskade.
In de Chinese buurt bevindt zich aan de Zeedijk sinds 2000 de Fo Guang Shan He Hua Tempel, het grootste religieuze gebouw in Europa dat gebouwd is in Chinese stijl. Daarvoor werden gebedsdiensten in een woning aan de Rechtboomssloot gehouden.
Nieuwjaarsdag en Chinees nieuwjaar wordt in deze buurt jaarlijks gevierd met drakendans, leeuwendans en knalvuurwerk. Ook wordt op de Nieuwmarkt jaarlijks vesak (geboortedag van Sakyamuni Boeddha) gevierd in mei door de lokale Fo Guang Shan He Hua Tempel.

## Bereikbaarheid
De buurt is met openbaar vervoer te bereiken met de trein vanaf Amsterdam Centraal Station met de metro vanaf Nieuwmarkt (metrostation).
In de Chinese buurt is er de laatste jaren economische stagnatie. Volgens ondernemers komt het door een tekort aan dichtbij zijnde parkeerplaatsen. Klanten gaan dan liever naar de grotere Chinese supermarkten langs de snelwegen rondom Amsterdam.

## Straten in de Chinese buurt
Sinds 2005 zijn in deze buurt diverse straatnaambordjes opgehangen met de naam van de straat in traditioneel Chinese vertaling.
- Zeedijk (善德街)
- Geldersekade (僑德仕街)
- Nieuwmarkt (新廣場)
- Binnen Bantammerstraat (百達內街)
- Stormsteeg (順風裡)
- Elleboogsteeg
- Molensteeg
- Rechtboomssloot
- Oosterdokskade